# Šabíha
Šabíha (arabsky شبيحة šabbīḥa, anglicky Shabeeha či Shabbiha) jsou ozbrojené jednotky působící ve prospěch vlády v občanské válce v Sýrii.

## Vznik
Po vypuknutí prvních nepokojů se celá Sýrie rychle militarizovala. Vládní zpravodajské služby, provládní byznysmeni a jiné provládní skupiny začaly hned v roce 2011 najímat a vyzbrojovat po celé Sýrii neoficiální skupiny, které měly působit ve prospěch režimu a vlády. Tyto skupiny začala opozice a média nazývat pojmem Šabíha (شبيحة), což lze z arabštiny volně přeložit jako duchové, přízraky, stíny. Rekrutace cílila zejména na mladé nezaměstnané muže nejen z řad Alavitů, jak zprvu opozice očekávala, ale zahrnovala i rodinné armády, věřící z řad baathistů, náboženské menšiny, sunnitské Araby a jiné zainteresované skupiny, které buď závisely na stávajícím režimu nebo se obávaly rebelie a anarchie. Právě na jednotky Šabíha se postupem navázaly šíitské zahraniční milice z Íránu, Libanonu a Iráku.
Z jednotek Šabíha postupem primárně vyplynuly Národní obranné jednotky. Zůstává otázkou, zdali je Národní obranné jednotky v podstatě absorbovaly či stále působí vedle sebe navzájem. Každý z analytiků k tomuto problému přistupuje rozdílně nebo se jím hlouběji nezabývají.

## Působení
Stejně jako Národní obranné jednotky, se i jednotky Šabíha velmi liší v rámci jednotlivých regionů. V některých oblastech působí jako dobře organizovaný vojenský útvar ozbrojený těžkou technikou, zatímco v jiných se jedná spíše o kriminální, sektářské a gangsterské útvary v civilním oblečení, špatnou disciplínou bez jakýchkoli daných struktur.
Dle zprávy Valného shromáždění OSN jsou jednotky Šabíha odpovědné za opakovaně spáchané zločiny proti lidskosti. Mezi nimi vraždy, mučení, válečné zločiny a hrubé porušování mezinárodního práva v oblasti lidských práv a mezinárodního humanitárního práva, včetně nezákonného zabíjení, svévolného zatýkání a zadržování, sexuálního násilí, drancování a ničení majetku. OSN zjistila, že vládní jednotky a členové Šabíha jsou mimo jiné zodpovědní za masakr v Al-Houle, který se uskutečnil 25. května 2012 ve městě Taldou, v syrském regionu Houla. Podle OSN bylo zabito 108 lidí, z toho 34 žen a 49 dětí.